# Au revoir là-haut (film)
Pour le livre original, voir Au revoir là-haut.
Pour plus de détails, voir Fiche technique et Distribution.
Au revoir là-haut est une comédie dramatique française coécrite et réalisée par Albert Dupontel, sortie en 2017.
Il s'agit d'une adaptation du roman du même nom de Pierre Lemaitre paru en 2013 et qui a reçu le prix Goncourt cette même année.

## Synopsis
En 1920, Albert Maillard (Albert Dupontel), ex-comptable, ancien poilu, qui vient de fuir la France, est interrogé par un officier de la Gendarmerie française (André Marcon), au Maroc, où il a été arrêté. À travers son récit, il raconte son histoire et celle d'Édouard Péricourt (Nahuel Pérez Biscayart), dessinateur génial et fantasque, fils de la haute bourgeoisie politique, orphelin de mère et rejeté par son père Marcel (Niels Arestrup), depuis la fin de la Première Guerre mondiale.
Leur relation de camaraderie, au front, dans les tranchées, prend une autre tournure, le 9 novembre 1918, juste avant la fin de la Grande Guerre. Albert est le témoin d'un crime effroyable : le lieutenant Henri d'Aulnay-Pradelle (Laurent Lafitte), alors qu'il a reçu l'ordre formel de cesser les hostilités, parvient à lancer une dernière offensive en faisant croire que les Allemands, qui attendent pourtant l'armistice comme les Français, ont tué deux éclaireurs. Or, pendant l'assaut, Albert s'aperçoit que c'est le lieutenant qui leur a tiré dans le dos. Pendant l'offensive, Pradelle, se voyant démasqué, pousse Albert dans un trou d'obus, où ce dernier se retrouve sur le point d'être enterré vivant. Édouard, in extremis, sauve Albert d'une mort atroce, mais au prix de sa défiguration par un éclat d'obus à quelques mètres de là, faisant de lui une « gueule cassée ».
Alors qu'il se rétablit, Édouard découvre horrifié sa mutilation et refuse de retourner voir son père qu'il méprise. Albert décide donc de faire croire à la mort d'Édouard et change volontairement le nom de son camarade en celui de Larivière, espérant ainsi que le lieutenant ne se douterait de rien quand il ferait revenir son camarade à Paris, mais Pradelle découvre la manipulation. De retour à Paris, Pradelle épouse la fille Péricourt et développe ses affaires.
Démobilisé, Albert vit difficilement à Paris, car il a perdu son emploi de comptable et sa fiancée l'a trompé et quitté. De plus, il prend en charge Édouard, qui est devenu dépendant à la morphine. Albert se met à voler à des blessés de guerre pour pouvoir lui en procurer. Ils survivent, grâce à ses petits boulots, et accueillent régulièrement Louise, une orpheline recueillie par leur voisine du dessous, et qui sert d'interprète entre Albert et Édouard, qu'elle est la seule à comprendre.
Mais bientôt, ces deux laissés-pour-compte, grâce à l'ingéniosité et au talent d'Édouard, puis à la ténacité d'Albert, mettent au point une escroquerie commerciale doublée d'une arnaque bancaire : ils participent à un concours national pour vendre, aux municipalités, des monuments aux morts, qui resteront fictifs.
De son côté, Pradelle profite des nombreux soldats morts et enterrés dans des tombes de fortune, sur le champ de bataille, pour signer avec l'État un contrat qui prévoit de les inhumer à nouveau, dignement, dans des cimetières militaires. Mais, au lieu de cela, il utilise des milliers de cercueils raccourcis, parfois remplis de terre et de cailloux, voire de cadavres de soldats allemands, pour s'enrichir sans scrupule.
Dans le cadre de leur arnaque, un des monuments dessinés par Édouard est sélectionné comme œuvre commémorative, dans l'arrondissement qui l'a vu naître. Le commanditaire de cette œuvre n'est autre que son père, président des maires de Paris, qui souhaite par ce geste honorer secrètement son fils, qu'il croit mort.
Après quelques semaines d'attente, l'argent demandé en acompte pour les monuments arrive en masse de toute la France et permet aux deux complices d'envisager un départ pour l'étranger, fixé au 14 juillet. Pendant ce temps, les magouilles de Pradelle sont démasquées par Joseph Merlin (Michel Vuillermoz), fonctionnaire tatillon et incorruptible, mis anonymement sur sa piste par Édouard et Albert.
Les événements s'emballent à l'approche du 14 juillet. Des journaux révèlent une possible arnaque monumentale. Marcel Péricourt apprend qu'ils ont été trompés et demande à Pradelle, son gendre, désormais accusé d'un scandale d'État, de retrouver les coupables contre le silence de l'État et de la justice sur ses magouilles. Ce dernier retrouve la trace d'Édouard, qui mène la grande vie à l'hôtel Lutetia avec Louise et Albert, lequel assure les derniers préparatifs de leur fuite à l'étranger.
Avant de partir, Albert retrouve, sur le chantier d'un cimetière, Pradelle, qui a repris ses magouilles. Au moment où Albert s'avance vers lui en le menaçant d'un revolver, Pradelle, en reculant, met le pied sur une planche, qui cède, et il se trouve précipité dans une fosse, où il finit étouffé et enterré vivant.
Au même moment, Marcel Péricourt décide de se rendre à l'hôtel où résident les coupables, comme poussé par une force irrésistible, après qu'il pense avoir reconnu la signature de son fils au bas des dessins du catalogue de monuments. C'est bien Édouard, qu'il trouve sur la terrasse de sa chambre, et qu'il reconnaît malgré le masque qu'il porte. Les deux hommes s'étreignent et le père s'excuse et se repent devant ce fils qu'il n'a pas su reconnaître et aimer, mais soudainement, Édouard, comme un oiseau qui prend son envol, se jette dans le vide avec son grand masque bleu.
Albert, avec sa nouvelle compagne Pauline (Mélanie Thierry), et Louise, qu'il a rachetée à leur voisine, parvient de son côté à s'enfuir au Maroc, où il est finalement arrêté.
À la fin de ce long récit, l'officier de gendarmerie se lève, laisse la clé des menottes sur la table et supprime tout moyen de communication dans son bureau, révèle à Albert que le plus jeune des deux éclaireurs abattus par Pradelle était son fils, et l'invite à prendre la fuite sans craindre d'être inquiété, mais sans attendre.

## Fiche technique
Sauf indication contraire, les informations mentionnées dans cette section peuvent être confirmées par la base de données cinématographiques IMDb,  présente dans la section « Liens externes ».
- Titre original : Au revoir là-haut
- Réalisation : Albert Dupontel
- Scénario : Albert Dupontel et Pierre Lemaitre, d'après le roman du même nom de ce dernier
- Musique : Christophe Julien[1]
- Direction artistique : Lilith Bekmezian
- Décors : Pierre Quefféléan
- Costumes : Mimi Lempicka
- Photographie : Vincent Mathias
- Étalonnage et colorisation : Lionel Kopp et Natacha Louis[2]
- Son : Jean Minondo, Gurwal Coïc-Gallas et Cyril Holtz
- Montage : Christophe Pinel
- Production : Catherine Bozorgan
- Sociétés de production : Stadenn Prod. et Manchester Films ; Gaumont et France 2 Cinéma (coproduction)
- Société de distribution : Gaumont (France)
- Budget : 19 750 000 euros[3]
- Pays de production :  France
- Langue originale : français
- Format : couleur — 2,40:1
- Genre : comédie dramatique et historique
- Durée : 117 minutes
- Dates de sortie :
  - France : 27 juillet 2017 (avant-première à Saint-Lô)[4] ; 25 octobre 2017 (sortie nationale)
  - Belgique, Suisse romande : 25 octobre 2017
  - Québec : 22 décembre 2017

## Distribution
- Nahuel Pérez Biscayart : Édouard Péricourt, gueule cassée, dessinateur génial et fantasque
- Albert Dupontel : Albert Maillard, ex-comptable, ex-poilu, ami d'Édouard
- Laurent Lafitte : Henri d'Aulnay-Pradelle, lieutenant puis capitaine, entrepreneur de pompes funèbres
- Niels Arestrup : Marcel Péricourt, père d'Édouard et de Madeleine, président des maires de Paris
- Émilie Dequenne : Madeleine Péricourt, sœur d'Édouard, épouse de Pradelle
- Mélanie Thierry : Pauline, domestique des Péricourt
- Philippe Uchan : Labourdin, le maire du 8e arrondissement de Paris
- Héloïse Balster : Louise, adolescente orpheline
- André Marcon : officier gendarme interrogeant Albert au Maroc
- Kyan Khojandi : Dupré, adjoint de Pradelle
- Michel Vuillermoz : Joseph Merlin, inspecteur tatillon et incorruptible
- Carole Franck : Sœur Hortense
- Gilles Gaston-Dreyfus : le maire, au cimetière
- Philippe Duquesne : le gendarme de la gare
- Denis Podalydès : le ministre (voix)
- Frédéric Épaud (sous le nom de Fred Épaud) : le livreur des catalogues
- Frans Boyer : l'officier de la Côte 113
- Yin Bing : Chinois 1
- Xiaoxing Cheng : Chinois 2
- Gustave Kervern (remercié pour des scènes coupées)
- Nicolas Lormeau (remercié pour des scènes coupées)
- Travis Kerschen (en) : Arnaud Dulac-Fennel

## Production

### Genèse et développement
Le film est annoncé dès le mois d'août 2014.
Au moment de la fin du Festival de Cannes 2017, douze pays ont pré-acheté le film.
Pierre Lemaitre, l'auteur du roman, a été associé à la rédaction du scénario du film. L'adaptation cinématographique est fidèle au roman. La scène de la fin est toutefois différente, plus allégorique et moins cynique dans le film que dans le livre.[réf. nécessaire]
L'écriture du scénario nécessite deux ans de travail et connaît treize versions.

### Attribution des rôles
C'est Bouli Lanners qui devait jouer le rôle d'Albert Maillard, mais il ne peut pas tourner pour cause de fatigue, et c'est finalement Albert Dupontel lui-même qui joue ce rôle.

### Tournage

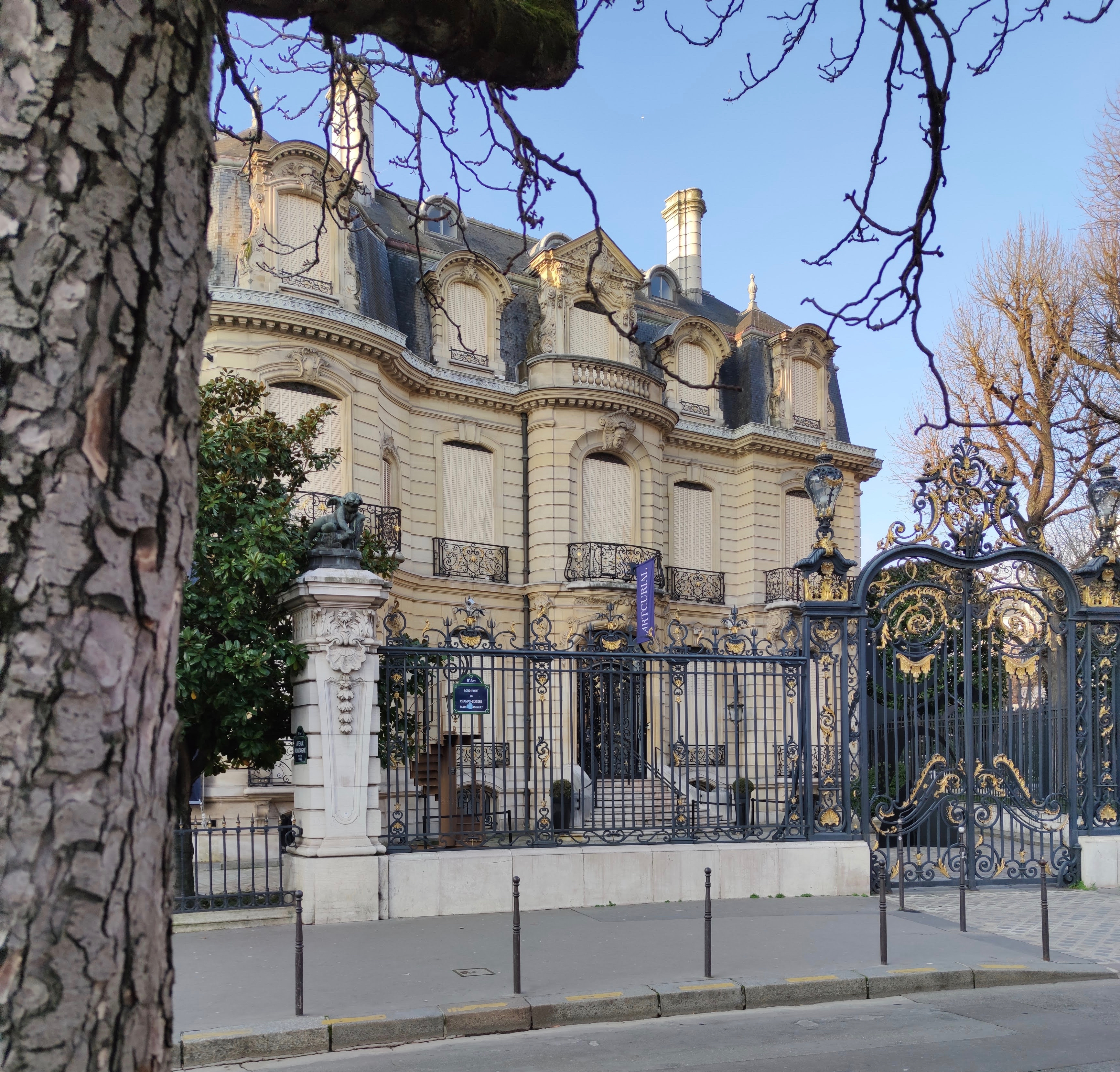
L'Hôtel Marcel-Dassault sert pour les scènes en extérieur de l'Hôtel Péricourt.

La préparation du film dure trois mois, puis le tournage s'étale sur quatorze semaines, de février à juin 2016. La post-production, comprenant notamment la création de très nombreux effets visuels (500 plans en contiennent dans le film fini), débute ensuite, et s'achève en avril 2017.
Albert Dupontel et l'équipe du tournage débutent à Theuville dans le Vexin,, de début mars à mi-juin 2016. Certaines scènes sont tournées à l'hôtel particulier de la rue Fortuny à Paris, dont la société de production d'Albert Dupontel était locataire pour les besoins du film.
Le château de Chambly a servi de lieu de tournage pour la suite de Marcel Péricourt, l'Hôtel de la Païva pour le salon et salle à manger et l'Hôtel Marcel-Dassault pour les extérieurs.

## Musique
La musique originale du film est composée par Christophe Julien. On peut par ailleurs entendre de nombreux morceaux empruntés à d'autres films.
Liste des titres
N.B. : tous les titres sont composés par Christophe Julien, sauf exceptions notées
1. Albert Swing - 3:23
2. Seul - 2:16
3. L'arnaque et la poste - 1:51
4. T'es joli - 1:11
5. Le champ de bataille - 2:03
6. Pauline et Albert chez les Péricourt - 2:48
7. Raquel (Nino Rota) - 1:23 (tiré du film Spara forte, più forte… non capisco d'Eduardo De Filippo)
8. Le cimetière - 2:17
9. Il m'a vue nue (Mistinguett ; Orchestre Jazz Fred mêlé du Mouling Rouge) 3:07
10. Le sable - 1:27
11. Darkness et la côte 113 - 1:12
12. I Won't Ruin Him (Rachel Portman) - 3:24 (tiré du film Despite the Falling Snow de Shamim Sarif)
13. Suspicion (Ennio Morricone) - 2:47 (tiré du film Stato interessante de Sergio Nasca)
14. Le miroir - 1:12
15. Les photos - 3:03
16. Bucket of the Detective (Debbie Wiseman) - 2:38 (tiré de la série Dickensian)
17. Ne te retourne pas - 2:18
18. Variety Stomp (Fletcher Henderson & His Orchestra) - 3:03
19. Dernière heure - 1:14
20. Les masques - 1:06
21. La recherche de Pradelle - 1:29
22. Pauline et le glas - 1:05
23. La sortie de l'hôpital - 0:55
24. I Was Blackmailed (Rachel Portman) - 2:06 (tiré du film Despite the Falling Snow de Shamim Sarif)
25. Pauline, Albert et les alliances - 2:19
26. What the Eyes Doesn't See (Debbie Wiseman) - 3:22 (tiré de la série Dickensian)
27. La terrasse - 3:40
28. Bon voyage, soldat Maillard - 4:36

Autres musiques non originales présentes dans le film
- Iron and Fire de Gabriel Yared (tiré du film Une promesse de Patrice Leconte)
- Chang Vision de Cliff Martinez (tiré du film Only God Forgives de Nicolas Winding Refn)
- Allure et Terra Australis de Rachel Portman (tirés du film Sirènes de John Duigan)
- Clocks de Laurent Perez del Mar (tiré du film La Confrérie des larmes de Jean-Baptiste Andrea)
- Buzzer! et Vincent Sees The Body de John Frizzell (tirés du film Loft d'Erik Van Looy)
- Aux Halles et La danse java de Vincent Scotto
- Start on a journey de Shigeru Umebayashi (tiré du film Trishna de Michael Winterbottom)
- Goodbye Old Friend de David Hirschfelder (tiré du film Haute Couture de Jocelyn Moorhouse)
- Défiguré de Gabriel Yared (tiré du film Tom à la ferme de Xavier Dolan)
- A Game Of Dares de Debbie Wiseman (tiré de la série Dickensian)
- Allegiance d'Abel Korzeniowski (tiré de la série Penny Dreadful)
- Exploration de Debbie Wiseman (tiré du film Lighthouse de Simon Hunter)

## Sortie et accueil

### Avant-premières, festivals et sorties
Au revoir là-haut est présenté en avant-première le 27 juillet 2017 au Cinémoviking de Saint-Lô, avant sa sortie nationale en France le 25 octobre 2017 comme en Belgique et Suisse romande.
Entre-temps, le film est choisi comme film d'ouverture en août 2017 au Festival du film francophone d'Angoulême. En septembre 2017, il est projeté au Festival du film français d'Helvétie et au Festival international du film de Saint-Sébastien, où il récolte le Premio de la Asociación de Donantes de Sangre de Gipuzkoa, a la Solidaridad / Elkartasun Saria.
Au Québec, le film est présenté à Montréal en novembre 2017, dans le cadre du festival Cinémania, où il reçoit le prix du public, avant sa sortie en salles le 22 décembre 2017.

### Accueil critique
En France, l'accueil critique est positif : le site Allociné recense une moyenne des critiques presse de 3,9/5. Albert Dupontel a réussi à condenser le livre de Pierre Lemaitre en un récit vif et équilibré, selon Samuel Douhaire dans Télérama.fr. La critique de Jacques Mandelbaum sur Le Monde.fr est moins élogieuse : il reproche une recherche excessive de perfection tout en voulant traiter de multiples questions, ce qui nuit à la vie des personnages.
Au Québec, dans La Presse, Marc-André Lussier juge le récit parfois prévisible mais se dit impressionné par le jeu des acteurs, la direction artistique et la séquence d'ouverture. Dans Le Devoir, André Lavoie parle d'un spectacle enlevant, mais qui survole des sujets délicats déjà abordés dans d'autres films de manière plus frontale. Dans Le Journal de Montréal, Christophe Rodriguez, de son côté, y va d'une critique très élogieuse.

### Box-office
- France : 2 055 669 entrées[20]

## Distinctions

### Récompenses
- Festival international du film de Saint-Sébastien 2017 : sélection « Compétition officielle » - Premio de la Asociación de Donantes de Sangre de Gipuzkoa, a la Solidaridad / Elkartasun Saria[15]
- Festival Cinémania 2017 à Montréal : Grand Prix Mel Hoppenheim (prix du public)
- César 2018 :
  - César de la meilleure réalisation pour Albert Dupontel
  - César de la meilleure adaptation pour Albert Dupontel et Pierre Lemaître
  - César des meilleurs décors pour Pierre Quefféléan
  - César des meilleurs costumes pour Mimi Lempicka
  - César de la meilleure photographie pour Vincent Mathias
- Prix Historia 2019 du film de fiction[21]

### Nominations et sélections

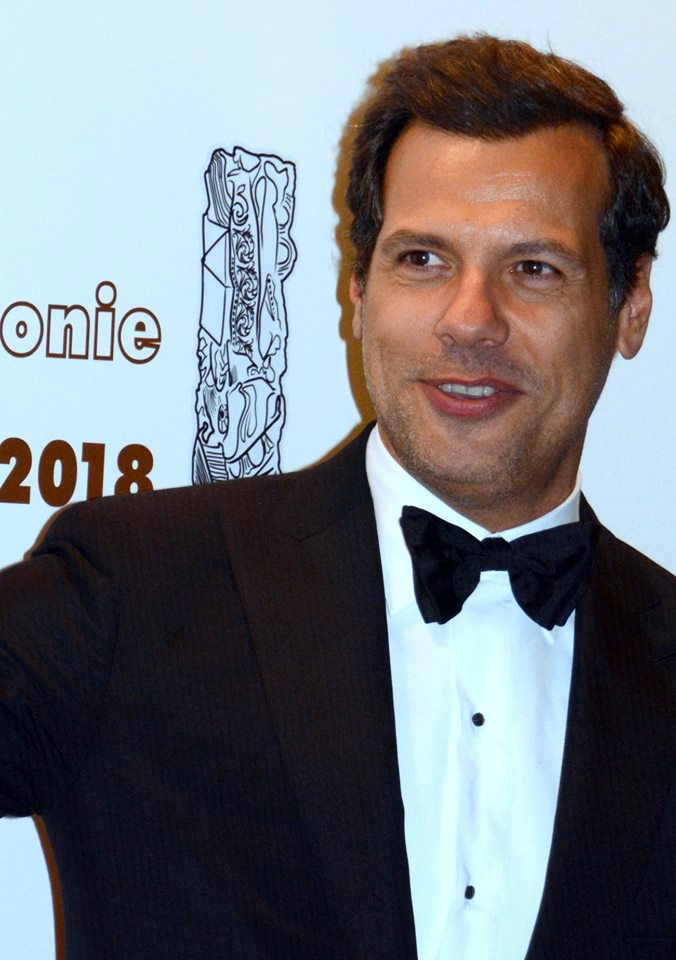
L'acteur Laurent Lafitte, nommé dans la catégorie meilleur second rôle.

- Festival du film francophone d'Angoulême 2017 : sélection « Film d'ouverture »
- Festival du film français d'Helvétie 2017 : sélection « FFFH »
- César 2018 :
  - Nomination pour le César du meilleur film produit par Catherine Bozorgan
  - Nomination pour le César du meilleur acteur pour Albert Dupontel
  - Nomination pour le César de la meilleure actrice dans un second rôle pour Mélanie Thierry
  - Nominations pour le César du meilleur acteur dans un second rôle pour Niels Arestrup et Laurent Lafitte
  - Nomination pour le César de la meilleure musique originale pour Christophe Julien
  - Nomination pour le César du meilleur montage pour Christophe Pinel
  - Nomination pour le César du meilleur son pour Jean Minondo, Gurwal Coïc-Gallas, Cyril Holtz, Damien Lazzerini

## Analyse